# Таусамали
Таусама́ли (каз. Таусамалы) — село у складі Аксуського району Жетисуської області Казахстану. Входить до складу Єсебулатовського сільського округу.
У радянські часи село називалось ГЕС або Енергетик, з 2010 року має сучасну назву
Населення — 176 осіб (2021; 211 у 2009, 272 у 1999, 417 у 1989).